# Боксолл, Майкл
Майкл Джозеф Боксолл (англ. Michael Joseph Boxall; род. 18 августа 1988, Окленд) — новозеландский футболист, защитник клуба «Миннесота Юнайтед» и сборной Новой Зеландии. Трижды выступал на Олимпийских играх (2008, 2020, 2024).

## Клубная карьера
Боксолл начал карьеру на родине, выступая за полупрофессиональные команды «Три Кингз Юнайтед», «Эллерсли», «Сентрал Юнайтед», а также «Окленд Сити». В 2006 и 2007 году был признан лучшим молодым игроком Окленда.
4 года играл за команду школы Маунт-Элберт из одноимённого пригорода Окленда, на позиции центрального и крайнего защитника. В 2007 году он переехал в США, где поступил в Калифорнийский университет в Санта-Барбаре и начал выступать за футбольную команду учебного заведения «Санта-Барбара Гаучос» под руководством Тима Вом Стига. Признавался лучшим защитником года в конференции Big West, был включён в третью всеамериканскую сборную по версии ассоциации NSCAA.
18 января 2011 года на дополнительном драфте MLS Боксолл был выбран под общим первым номером новичком лиги, канадским клубом «Ванкувер Уайткэпс». Контракт с ним клуб подписал 17 марта. 19 марта он сыграл в матче стартового тура сезона 2011 против «Торонто», ставшем для «Уайткэпс» дебютом в MLS. 22 июня 2012 года «Ванкувер Уайткэпс» отчислил Боксолла.
В июле 2012 года Майкл вернулся на родину, подписав двухлетний контракт с «Веллингтон Феникс». 14 октября в матче против «Мельбурн Сити» он дебютировал в австралийской Эй-лиге. 14 января 2014 года Боксолл подписал новый однолетний контракт с «Фениксом». 1 марта 2015 года в поединке против «Мельбурн Виктори» он забил свой первый гол за «Веллингтон Феникс».
В мае 2015 года Боксолл подписал двухлетний контракт с южноафриканским «Суперспорт Юнайтед». 12 августа в матче против «Орландо Пайретс» он дебютировал в южноафриканской Премьер-лиге. В этом же поединке Майкл забил свой первый гол за «Суперспорт Юнайтед». В 2016 году Боксолл помог клубу занять второе место в чемпионате, а также завоевать Кубок ЮАР. В июле 2017 года Боксолл покинул «Суперспорт Юнайтед», после того как стороны не смогли согласовать условия по новому контракту.
12 июля 2017 года Майкл вернулся в MLS, присоединившись к «Миннесоте Юнайтед». За «Миннесоту» он дебютировал 22 июля в матче против «Нью-Йорк Ред Буллз». 11 августа 2018 года в матче против «Лос-Анджелес Гэлакси» он забил свой первый гол за «гагар», это был его 54-й матч в MLS. 9 сентября 2021 года Боксолл подписал с «Миннесотой Юнайтед» новый двухлетний контракт.

## Международная карьера
В 2007 году в составе молодёжной сборной Новой Зеландии Боксолл принял участие в молодёжном чемпионате мира в Канаде.
В 2008 году Майкл в составе олимпийской сборной поехал на Олимпийские игры. На турнире он сыграл в матчах против команд Китая, Бразилии и Бельгии.
25 марта 2011 года в товарищеском матче против сборной Китая Боксолл дебютировал за сборную Новой Зеландии.
В 2012 году Майкл был включён в заявку национальной команды на участие в Кубке наций ОФК на Соломоновых Островах. На турнире он сыграл в матче против Соломоновых Островов. Вместе со сборной Боксолл завоевал бронзовые медали. В 2016 году Майкл стал победителем Кубка наций ОФК в Папуа — Новой Гвинеи. На турнире он сыграл в матчах против команд Новой Каледонии и Папуа — Новой Гвинеи.
В 2017 году Боксолл принял участие в Кубке конфедераций в России. На турнире он сыграл в матчах против команд России, Мексики и Португалии.
Боксолл был включён в состав «Олиуайтс» на Олимпийские игры 2020 в качестве одного из трёх игроков старше 23 лет. Однако, он не смог сыграть на олимпийском турнире из-за травмы бедра.
В 2024 году Боксолл в третий раз был включён в заявку олимпийской сборной Новой Зеландии на участие в Олимпийских играх в Париже. На турнире он сыграл в матчах против команд Гвинеи, США и Франции.

## Достижения
«Суперспорт Юнайтед»
- Обладатель Кубка ЮАР: 2016

Новая Зеландия
- Победитель Кубка наций ОФК: 2016
- Бронзовый призёр Кубка наций ОФК: 2012

## Личные сведения
Младший брат Майкла, Никко — также футболист.